# Élisabeth Borne
Pour les articles homonymes, voir Borne.
Élisabeth Borne , née le 18 avril 1961 à Paris 15e (Seine), est une haute fonctionnaire et femme d'État française. Elle est Première ministre du 16 mai 2022 au 9 janvier 2024.
Polytechnicienne, ingénieure générale des ponts et chaussées, préfète de la région Poitou-Charentes de 2013 à 2014 puis directrice de cabinet de Ségolène Royal au ministère de l'Écologie de 2014 à 2015, elle est présidente de la Régie autonome des transports parisiens (RATP) de 2015 à 2017.
Longtemps proche du Parti socialiste, elle rejoint La République en marche dès la première campagne présidentielle d'Emmanuel Macron puis est nommée ministre chargée des Transports en mai 2017 dans le premier gouvernement Édouard Philippe, sous la première présidence d'Emmanuel Macron. En juillet 2019, elle est nommée ministre de la Transition écologique et solidaire, en remplacement de François de Rugy, démissionnaire. Elle est nommée l'année suivante ministre du Travail, de l'Emploi et de l'Insertion dans le gouvernement Jean Castex. Elle rejoint le parti Territoires de progrès courant 2020.
Le 16 mai 2022, à la suite de la réélection d'Emmanuel Macron, elle est nommée Première ministre, devenant la deuxième femme à occuper ce poste sous la Cinquième République. Elle conduit la coalition présidentielle aux élections législatives de 2022, lors desquelles elle est élue députée dans le Calvados mais qui voient le gouvernement perdre sa majorité absolue à l'Assemblée nationale. Elle est cependant confirmée, par Emmanuel Macron, à la tête du premier gouvernement minoritaire depuis 1993.
Elle est, derrière Michel Rocard, la Première ministre qui a le plus eu recours à l'article 49 alinéa 3 de la Constitution, avec vingt-trois utilisations en vingt mois, notamment pour faire adopter la très contestée réforme des retraites. Le 9 janvier 2024, elle démissionne de Matignon où elle est remplacée par Gabriel Attal. Elle redevient ensuite députée de la sixième circonscription du Calvados et se voit réélue à cette fonction lors des élections législatives anticipées de 2024.
Le 23 décembre 2024, elle est nommée ministre d'État, ministre de l'Éducation nationale, de l'Enseignement supérieur et de la Recherche dans le gouvernement François Bayrou et fait ainsi son retour au gouvernement.

## Situation personnelle

### Famille
Élisabeth Borne naît le 18 avril 1961 dans le 15e arrondissement de Paris du mariage de Joseph Borne, né Bornstein (1924-1972) à Anvers en Belgique, et de Marguerite Lescène (1920-2015), pharmacienne à Livarot dans le Calvados. Le père de cette dernière, Marcel Lescène (1892-1956), également pharmacien,, est maire de Livarot, de 1938 à 1945 et de 1947 à 1953. En 1950, Joseph Bornstein, juif d'origine russe jusqu'alors apatride, résistant rescapé des camps de concentration nazis d'Auschwitz et de Buchenwald, obtient la nationalité française. Il reprend le nom de Borne, son nom de guerre figurant sur ses faux papiers. Après la Seconde Guerre mondiale, Joseph et Marguerite Borne dirigent un laboratoire pharmaceutique dans le 15e arrondissement de Paris. Après le suicide de son père en 1972, alors qu'elle n'a que 11 ans,, Élisabeth Borne devient pupille de la Nation, ce qui lui permet d'obtenir une bourse d'études. Élisabeth Borne a une sœur prénommée Anne-Marie.
Le 30 juin 1989, Élisabeth Borne épouse Olivier Allix à Lésigny en Seine-et-Marne. De cette union naît en 1995, un garçon, Nathan,,. Le couple divorce le 17 décembre 2008.

### Formation
Élisabeth Borne, après des études à l'institution de la Providence à Paris, est élève au lycée Janson-de-Sailly (1977-1981) où elle passe son baccalauréat puis trois années de classes préparatoires aux grandes écoles. À la suite du concours, elle intègre l'École polytechnique (promotion 1981),, avec laquelle elle participe au défilé militaire du 14 juillet en 1983,. Elle en sort dans le corps des ponts et chaussées et obtient le diplôme d'ingénieur de l'École nationale des ponts et chaussées en 1986, et le Master of Business Administration (MBA) du Collège des ingénieurs.
Au sein du corps des ponts et chaussées, elle est promue au grade d'ingénieur en chef en 1998 puis au grade d'ingénieur général le 1er février 2007.

### Vie privée
En 2023, Élisabeth Borne assigne en justice les éditions de l'Archipel, l'éditeur de l'ouvrage La Secrète (une biographie à son sujet écrite par la journaliste Bérengère Bonte) pour obtenir le retrait de nombreux passages faisant référence à sa santé, à son orientation sexuelle et à sa vie familiale,. À une question de Têtu concernant la rumeur de son homosexualité, elle répond : « Si c’était le cas, je ne vois pas pourquoi je ne l’aurais pas dit ». Elle révèle alors l'existence de son compagnon Patrice Obert, décrit comme catholique, de gauche, écolo, très engagé politiquement, président de 2015 à 2022 de l'association Les Poissons roses qui a appelé à suivre La Manif pour tous, et qu'elle a embauché à la RATP quand elle en est devenue la présidente en 2015. Celui-ci indique cependant être pacsé avec une autre femme depuis 2021,.

## Carrière professionnelle

### Fonction publique
Elle commence sa carrière en 1987, quand elle intègre le ministère de l'Équipement auprès de Pierre Méhaignerie, avant de rejoindre la direction régionale de l'Équipement d'Île-de-France en 1989. Au début des années 1990, elle est conseillère au ministère de l'Éducation nationale auprès de Lionel Jospin puis de Jack Lang.
Après un passage chez Sonacotra (renommée Adoma en 2007) en tant que directrice technique, elle rejoint en 1997 le cabinet de Lionel Jospin à l'hôtel de Matignon comme conseillère technique chargée des transports pendant cinq ans.
En 2002, elle est nommée directrice de la stratégie de la Société nationale des chemins de fer français (SNCF), puis rejoint la société Eiffage en 2007 en tant que directrice des concessions. De 2008 à 2013, elle est directrice générale de l'urbanisme à la mairie de Paris sous le mandat de Bertrand Delanoë.
En février 2013, elle est nommée préfète de la région Poitou-Charentes et préfète de la Vienne ; elle est la première femme à occuper ce poste,.

### Directrice de cabinet au ministère de l’Écologie

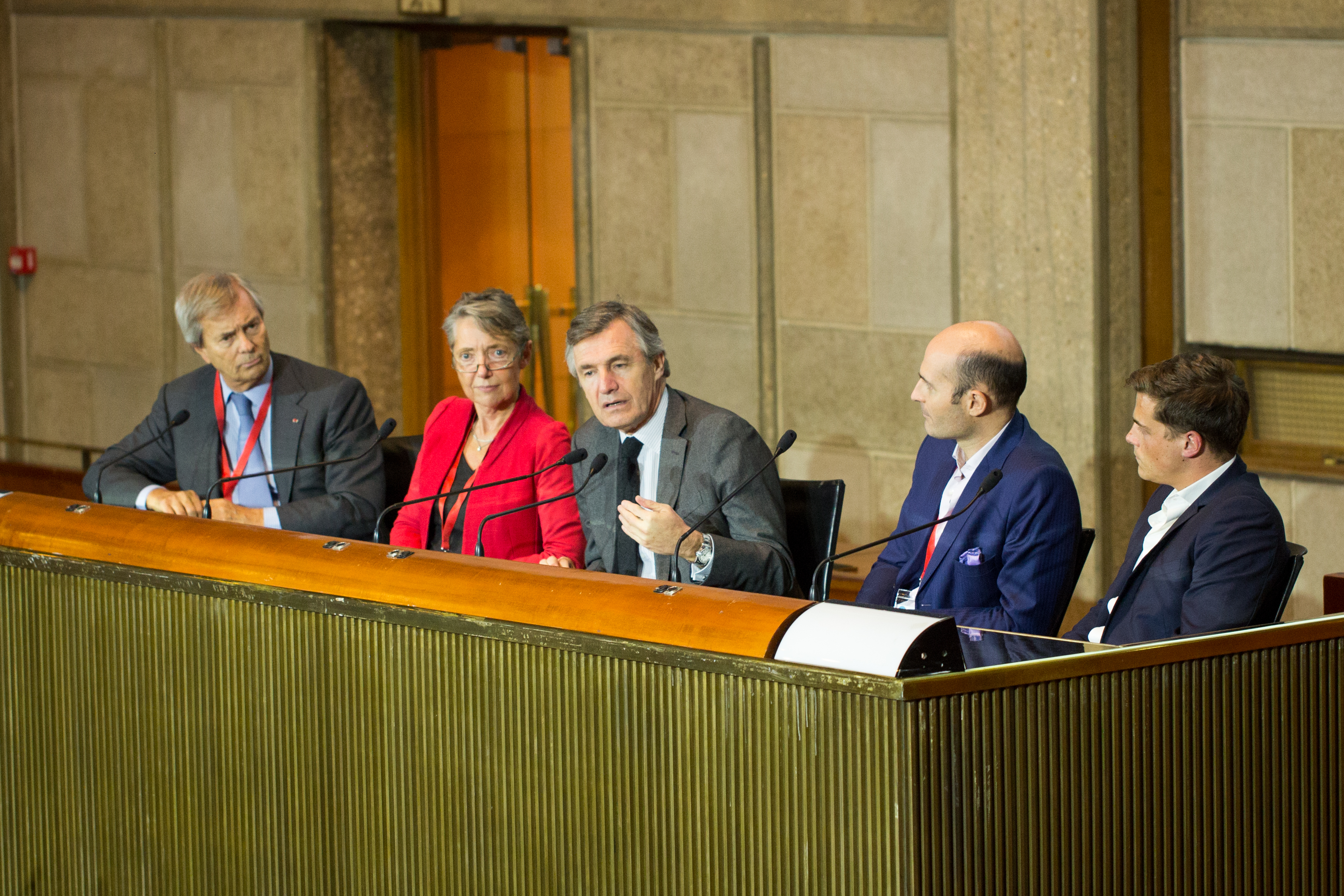
Élisabeth Borne en 2015, avec notamment Vincent Bolloré et Nicolas Beytout.

De 2014 à 2015, elle est directrice du cabinet de Ségolène Royal au ministère de l'Écologie,. À ce poste, elle mène, conjointement avec Alexis Kohler, alors directeur de cabinet d'Emmanuel Macron au ministère de l'Économie, les discussions d'un groupe de travail parlementaire sur les autoroutes faisant suite à plusieurs rapports de la Cour des comptes, du Sénat, de l'Assemblée nationale et de l'Autorité de la concurrence critiquant « la rentabilité exceptionnelle » des autoroutes « assimilable à une rente » ; Benoît Collombat, journaliste à la cellule investigation de Radio France, montre que, face à une remise en cause des contrats, Élisabeth Borne et Alexis Kohler défendent l'idée que « la marge de manœuvre de l'État avec les sociétés d'autoroutes est très mince ». Dans le même temps, Élisabeth Borne et Alexis Kohler négocient le protocole d'accord signé en avril 2015 entre l'État et les sociétés concessionnaires d'autoroutes dont le contenu n'est rendu public qu'en 2019, après recours devant le Conseil d’État, qui allonge jusqu'à six ans les concessions accordées aux groupes privés et élabore un rattrapage tarifaire qui se traduit par un surcoût de 500 millions d'euros pour les usagers, selon les calculs de l'Autorité de régulation des transports (ART),. En 2019, le cabinet d'Élisabeth Borne affirme que l'annonce, en décembre 2014, par Ségolène Royal, d'un gel des tarifs des péages, contrairement aux accords prévus avec les sociétés d'autoroutes, a « introduit une dernière ligne droite de négociations très dures et une position très défavorable pour l'État », mais considère que l'accord est « sans conteste positif puisqu'il a permis d'éviter à l'État des procédures de litiges qui lui auraient immanquablement été défavorables » et de « rééquilibrer [les] relations contractuelles [de l'État] avec les sociétés concessionnaires ».

### Directrice de la RATP
Le 1er mai 2015, elle succède à Pierre Mongin à la tête de la Régie autonome des transports parisiens (RATP),. Le 11 mars 2016, elle annonce sur RTL le recrutement de « 3 000 nouveaux collaborateurs » au cours de l'année 2016 au sein de la RATP . Elle est remplacée le 2 août 2017 par Catherine Guillouard.

## Parcours politique
Longtemps proche du Parti socialiste, elle vote pour Emmanuel Macron à l'élection présidentielle de 2017, puis rejoint La République en marche,.

### Ministre chargée des Transports
En mai 2017, elle est nommée ministre chargée des Transports auprès de Nicolas Hulot, ministre d'État, ministre de la Transition écologique et solidaire, dans le premier gouvernement Édouard Philippe, et est reconduite dans ses fonctions le 21 juin 2017, au sein du second gouvernement Édouard Philippe.
En juillet 2017, elle annonce vouloir donner la « priorité aux déplacements de la vie quotidienne », estimant que « l'argent doit prioritairement aller à l'entretien et à la modernisation » des réseaux existants. Dans cette logique, elle s'engage le 13 décembre 2017 pour un « plan national vélo » interministériel.

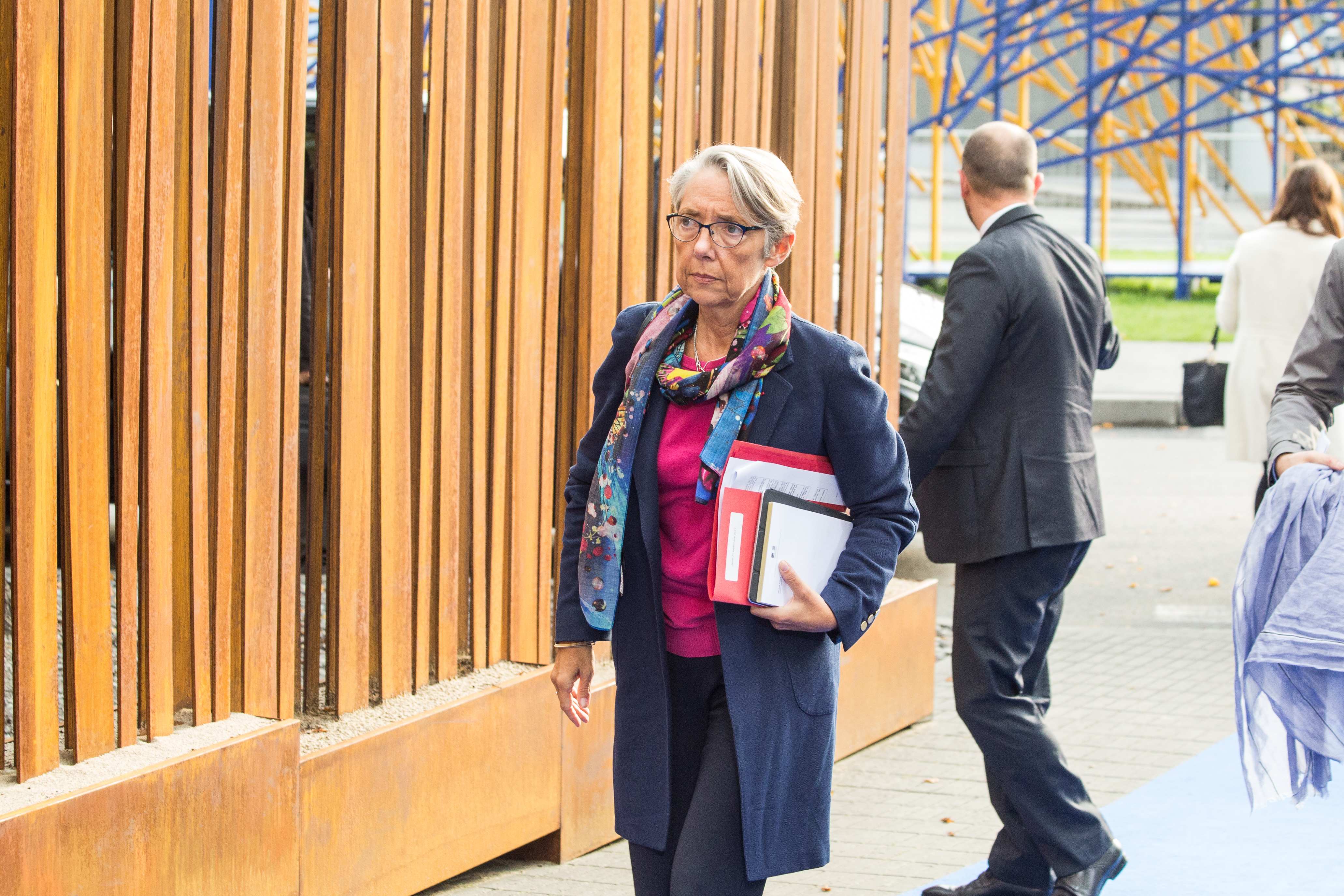
Élisabeth Borne, alors ministre chargée des Transports, en 2017.

Début 2018, elle conduit une réforme de la Société nationale des chemins de fer français (SNCF) consistant en l'ouverture à la concurrence du transport ferroviaire, la transformation du statut de l'entreprise et l'arrêt du recrutement au statut de ses agents à partir du 1er janvier 2020, ainsi que la reprise progressive par l'État de 35 milliards d'euros de la dette de l'entreprise publique,.
Confrontée à la plus longue grève de la SNCF depuis plusieurs décennies, elle fait tout de même voter cette réforme à une large majorité. Cette réforme lui attire l'hostilité d'une partie importante du monde cheminot et de la gauche radicale, qui l'accusent d'affaiblir le secteur ferroviaire, en particulier les petites lignes et le fret (Fret SNCF), en la tenant pour responsable de la fin du train de fruits et légumes reliant Perpignan à Rungis.
Elle présente le 26 novembre 2018 en Conseil des ministres le projet de loi d'orientation des mobilités, qui traduit la volonté du gouvernement de donner la priorité aux transports du quotidien, et qu’elle présente comme « un antidote aux fractures sociales et territoriales ».
En juillet 2019, elle annonce la mise en place d'une « écotaxe » d'un montant de 1,50 à 18 euros sur les billets d'avion à partir de 2020 pour tous les vols au départ d'aéroports français, sauf pour les vols en correspondance et ceux vers la Corse ou les territoires français d'outre-mer : celle-ci doit rapporter 182 millions d'euros à partir de 2020, destinés à des investissements pour des infrastructures de transports plus écologiques, notamment le ferroviaire. Elle est votée en octobre 2019 par l'Assemblée nationale et intégrée à la taxe de solidarité sur les billets d'avion créée en 2005,. Selon Les Décodeurs du journal Le Monde, « rapportée au montant d’un billet pour se rendre à l’autre bout de l’Europe ou du monde, cette taxe représente une faible contribution » et « un montant trop faible pour avoir un effet ».
En juin-juillet 2019, alors que s'achève l’examen du projet de loi d'orientation des mobilités à l’Assemblée, trois de ses huit conseillers quittent son cabinet, dont Julien Dehornoy, directeur de cabinet par intérim depuis la nomination en février 2019 de son premier directeur de cabinet, Marc Papinutti, comme directeur général des Infrastructures, des Transports et de la Mer.

### Ministre de la Transition écologique et solidaire

#### Sujets politiques
Le 16 juillet 2019, à la suite de la démission de François de Rugy, Élisabeth Borne est nommée ministre de la Transition écologique et solidaire. Elle n'est pas ministre d'État, contrairement à ses deux prédécesseurs Nicolas Hulot et François de Rugy, et conserve dans un premier temps le plein exercice de ses attributions sur le portefeuille des Transports. Le 3 septembre 2019, celles-ci sont finalement déléguées à Jean-Baptiste Djebbari, nommé secrétaire d’État auprès d’elle,.
Le quotidien L'Opinion indique qu'elle « est largement reconnue, dans ses rangs comme en dehors, comme une ministre qui maîtrise ses dossiers et sait les mener à terme », mais relève « son manque de poids politique ». En raison de précédentes déclarations jugées peu favorables à l'environnement, notamment au sujet de la taxation des carburants maritimes ou du kérosène dans l'aviation, certaines personnalités et associations se montrent sceptiques quant à la réussite de sa mission. BFM TV estime qu'en tant que ministre des Transports, elle ne s'est « jamais départie d'une grande prudence au moment d'aborder les chapitres environnementaux de la politique nationale ». Selon un sondage BVA mené peu après son entrée en fonction, 60 % des Français interrogés ne lui font pas confiance pour faire de la cause environnementale une priorité de son action dans les prochains mois. En réponse aux critiques à son égard, elle déclare ne pas avoir « de leçons à recevoir sur l'écologie » et se définit comme « une écologiste de terrain ».
Alors que, depuis le début de la première présidence d'Emmanuel Macron, les ministres peuvent disposer au maximum de dix collaborateurs au sein de leurs cabinets, elle en obtient quinze. Elle emmène avec elle la quasi-intégralité de son cabinet au ministère des Transports, et conserve Cyril Forget, jusqu’alors directeur adjoint de cabinet de François de Rugy, ainsi que trois conseillers du pôle « transition écologique » de François de Rugy. Jack Azoulay et Baptiste Perrissin-Fabert, les deux directeurs de cabinet d’Emmanuelle Wargon et Brune Poirson, sont également directeurs de cabinet adjoints d’Élisabeth Borne.

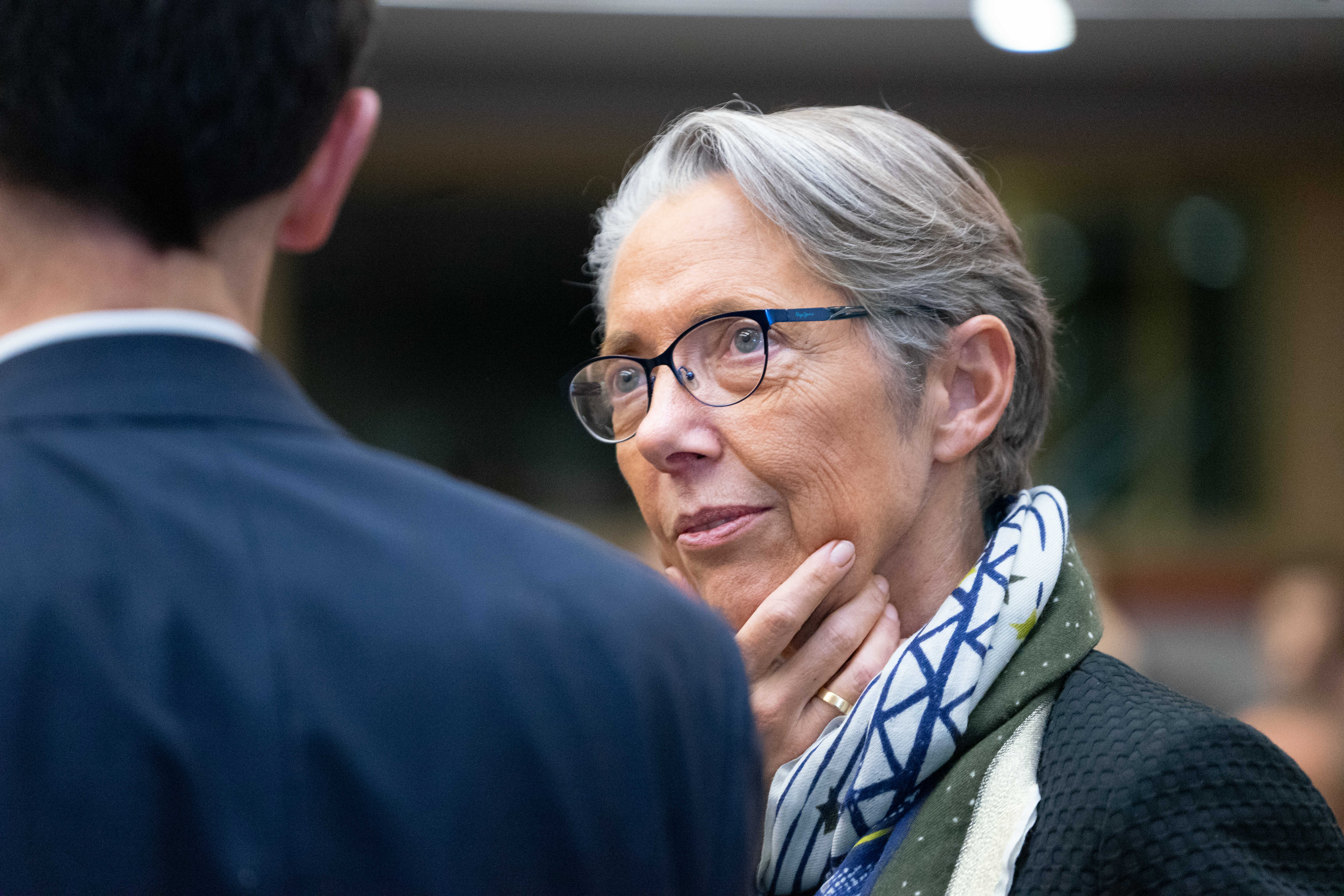
Élisabeth Borne en 2019.

Elle entame l'exercice de sa fonction avec la défense au Parlement du projet de loi Énergie Climat, commencée par François de Rugy. Celle-ci déclare « l'urgence écologique et climatique » et actualise notamment les objectifs de la politique énergétique de la France, en prévoyant d'atteindre la neutralité carbone à l'horizon 2050, une baisse de 40 % de la consommation d'énergies fossiles d'ici à 2030 (contre 30 % précédemment), et la fermeture des dernières centrales à charbon en 2022. Elle décale également de 2025 à 2035 la réduction à 50 % de la part du nucléaire dans la production électrique. Elle est définitivement adoptée par le Parlement le 26 septembre 2019, et promulguée le 9 novembre 2019.
En septembre 2019, Élisabeth Borne et Bruno Le Maire envoient une lettre à Jean-Bernard Lévy, président d'Électricité de France, en lui donnant une feuille de route précise pour « être en mesure de répondre à l'exécution d’un programme de construction de trois paires de réacteurs sur trois sites distincts ». Alors que Jean-Bernard Lévy annonce, le mois suivant, la prochaine construction de six nouveaux réacteurs EPR, la ministre de la Transition écologique assure que rien n'a été « tranché », qu'il s'agit d'un « scénario parmi d'autres », et qu’aucune décision ne sera prise avant la mise en service de l'EPR de Flamanville. Elle appelle également EDF à « réfléchir » à son rôle au cas où un scénario « 100 % énergies renouvelables » serait retenu à terme pour la fourniture d'énergie en France, aux dépens de nouvelles centrales nucléaires. En juin 2020, elle déclare être confortée « dans l’idée qu’il faut avoir un mix électrique diversifié », et estime que « dépendre d’une source d’électricité à 70 % [à savoir le nucléaire] n’est pas la façon d’être le plus résilient ». Elle mène à terme la mise à l’arrêt définitive, fin juin 2020, de la centrale nucléaire de Fessenheim, qu’elle qualifie de « moment historique » se félicitant d’avoir acté cette décision,.
En novembre 2019, elle annonce l'abandon du projet EuropaCity, tout en maintenant le projet d'urbanisation du Triangle de Gonesse et celui de la station le desservant. Selon Le Monde, alors que l’exécutif hésitait avec un sursis de quelques mois, Élisabeth Borne plaidait pour l'arrêt immédiat du projet.
En novembre 2019, alors que l'Assemblée nationale vote, après un avis favorable du gouvernement — de fait, de Gérald Darmanin, seul ministre présent au moment du vote —, un amendement reportant de 2020 à 2026 l'effacement de l'huile de palme de la liste des biocarburants qui bénéficient de la minoration de la taxe générale sur les activités polluantes, Élisabeth Borne fait part de son « incompréhension » tant « sur le fond de l'amendement que sur la forme, avec une absence de débat »,. Le Premier ministre Édouard Philippe demande qu'un nouveau vote se tienne à l'Assemblée.
Selon l'agence de presse Reuters qui cite « plusieurs sources », « le premier vote sur ce sujet sensible s’est fait dans le dos d’Élisabeth Borne, qui a œuvré pour obtenir une deuxième délibération aboutissant finalement au maintien de l’huile de palme sur la liste des biocarburants taxés à partir du 1er janvier 2020, au grand dam de Total qui avait milité pour un sursis jusqu’en 2026 afin d'alimenter la plateforme de la Mède ». Reuters ajoute que cet épisode « témoigne des tiraillements entre deux ministères essentiels de la galaxie Emmanuel Macron, écartelée entre ses promesses vertes et son souci d’encourager l’activité économique. »

#### Sujets de société
En décembre 2019, la direction générale des Douanes et Droits indirects publie une note qui maintient l'exonération fiscale pour un sous-produit de l'huile de palme (les « acides gras de palme », dits PFAD), malgré la suppression du principe de cet avantage par le Parlement. Le cabinet d'Élisabeth Borne réagit en affirmant qu’« il n'y aura pas de décision en catimini sur les critères de durabilité des PFAD », et qu'« une concertation large et transparente se tiendra début janvier avec les acteurs économiques comme avec les associations environnementales »,.
Lors du Black Friday de 2019, qui suscite la polémique en raison de ses conséquences environnementales, Élisabeth Borne met en cause ce qui, selon elle, « est d’abord une énorme opération commerciale des grandes plateformes en ligne », « dont [elle] ne pense pas qu’elles soient les amies des petits commerçants ». Elle dénonce également le fait que cet événement engendre « des milliers de colis en France avec tout ce que ça pose comme problèmes d’embouteillages, de pollution, d'émissions de gaz à effet de serre ».
En janvier 2020, elle est accusée par le magazine Marianne d'avoir omis de déclarer un poste détenu en 2015-2016 dans le formulaire qu'elle a déposé auprès de la Haute Autorité pour la transparence de la vie publique (HATVP). Le cabinet de la ministre répond qu'elle n'était pas obligée de déclarer cette fonction dans sa déclaration d'intérêts et que cette interprétation a été validée par la Haute Autorité précitée. En juin 2020, la HATVP demande à Élisabeth Borne de modifier sa déclaration d'intérêts, tout en considérant que les règles applicables étaient sujettes à interprétation et que les omissions en cause n'étaient pas « de nature à caractériser un risque de conflit d'intérêts » avec la fonction de ministre de la Transition écologique et solidaire.

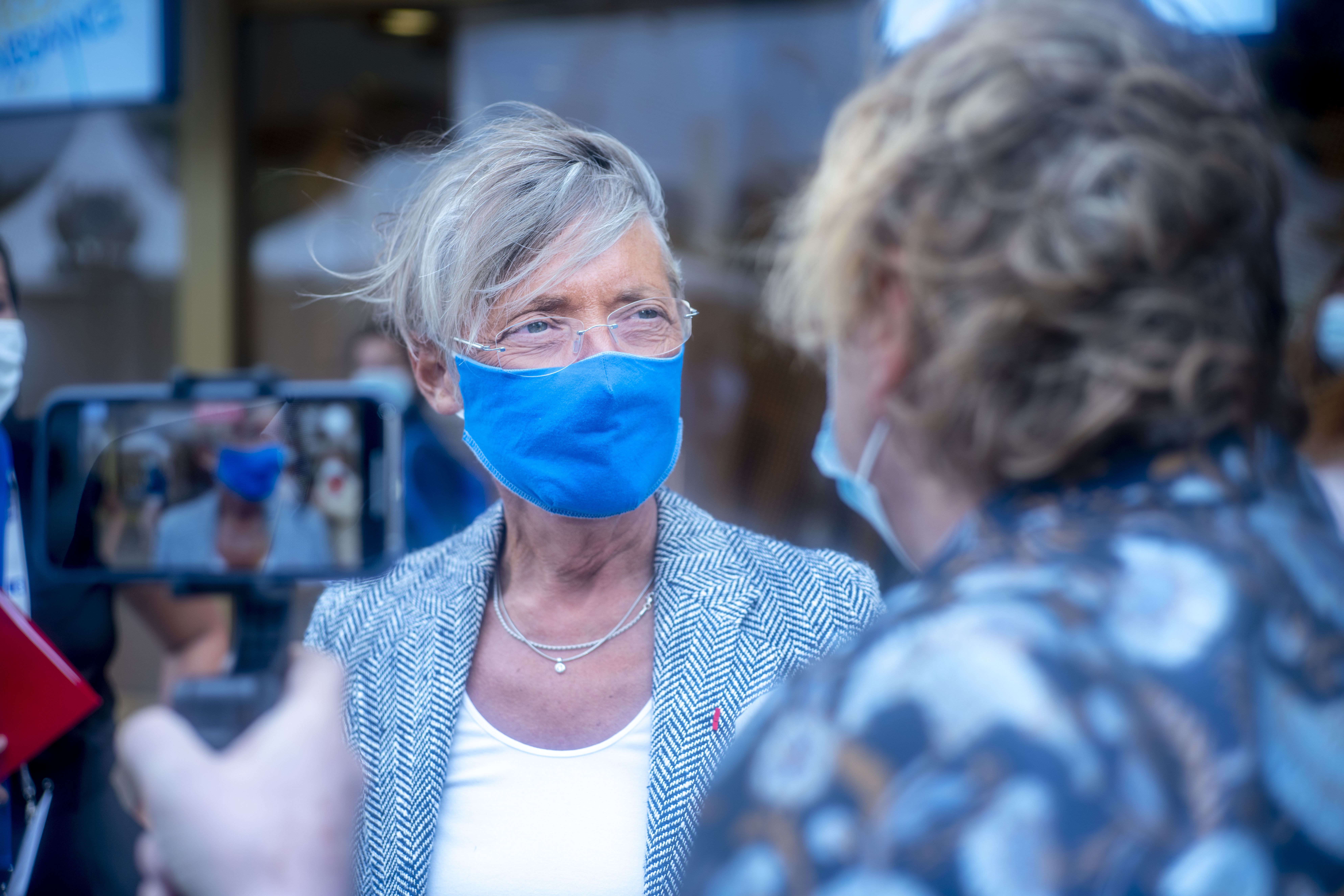
Élisabeth Borne portant un masque contre le coronavirus, en 2020.

En mai 2020, lors du déconfinement consécutif à la pandémie de Covid-19 en France, elle lance la création d'un plan destiné à favoriser la réparation des vélos. Ce plan, dit « coup de pouce vélo » et accompagné du déploiement temporaire de pistes cyclables, aurait permis, mi-juin 2020, de procéder à la remise en état d'environ 170 000 vélos. En juin, elle annonce le triplement du budget alloué à ce plan, pour viser « le million de vélos remis en état d’ici à la fin de l’année ».
Peu avant le terme des travaux de la Convention citoyenne pour le climat, elle se dit favorable, « à titre personnel », à l'organisation d'un référendum sur les mesures proposées par celle-ci, estimant que « des questions multiples permettraient de faire partager les travaux de [la Convention] avec tous les Français »,. Elle se dit également favorable, « à titre personnel », à l'abaissement de la limite de vitesse sur autoroute à 110 km/h, proposée par la Convention. Le 21 juin 2020, elle reçoit au nom de l'exécutif les propositions de la Convention citoyenne pour le climat. Comme Emmanuel Macron, elle assure que les 146 propositions retenues par le président de la République (sur 149) « seront mises en œuvre ».
Lors de son départ du ministère, Le Monde, Libération et La Croix estiment qu'elle n'a pas réussi « à mettre la protection de l’environnement au cœur des décisions du gouvernement », faute de marges de manœuvre conséquentes, dans la lignée de ses prédécesseurs,,. Elle a mené à terme trois chantiers législatifs : la loi Énergie Climat, la loi d'orientation des mobilités et la loi sur l'économie circulaire.

### Ministre du Travail, de l'Emploi et de l'Insertion

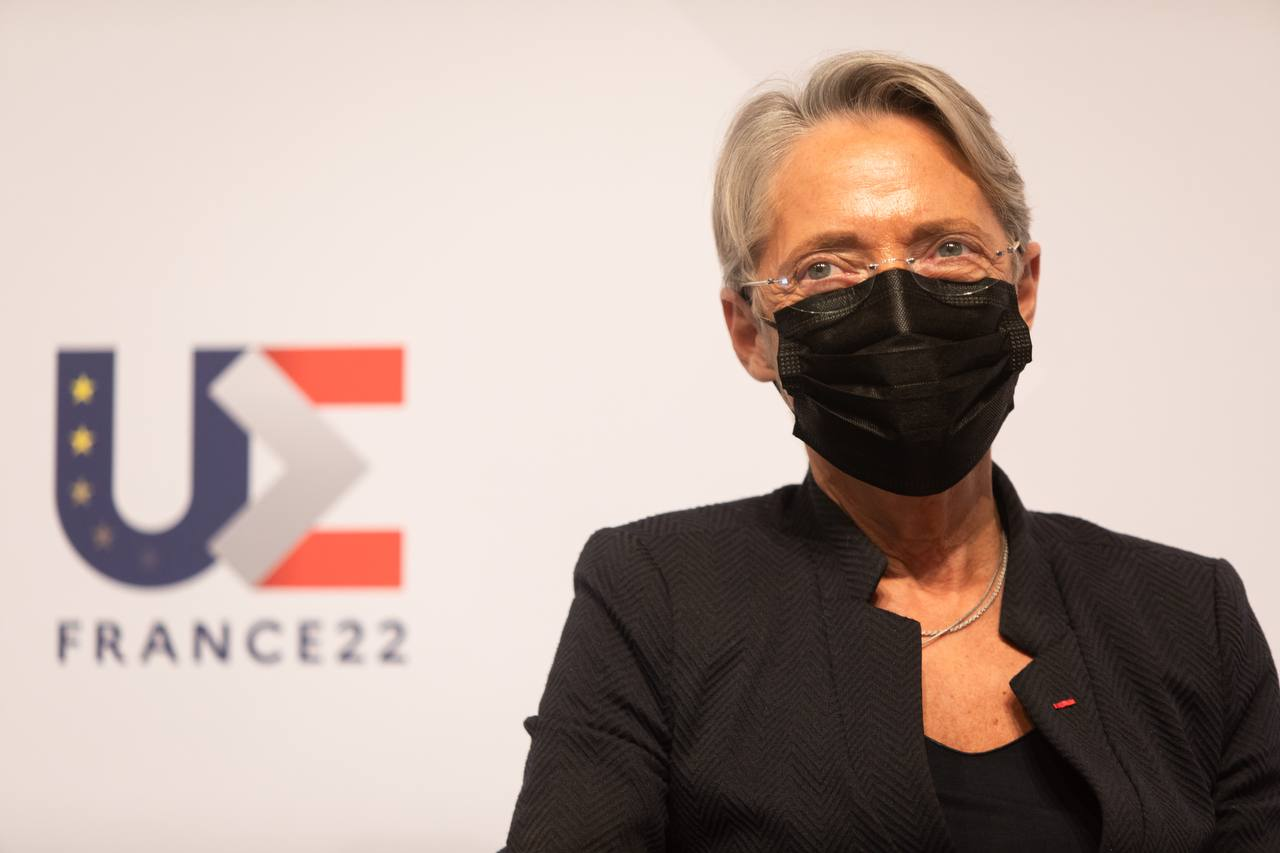
Élisabeth Borne lors d'une conférence ministérielle, en 2022.

Le 6 juillet 2020, lors de la constitution du gouvernement Jean Castex, elle est nommée ministre du Travail, de l'Emploi et de l'Insertion. Elle succède à Muriel Pénicaud, à la tête d'un ministère du Travail étendu, et récupère le dossier jugé crucial des retraites, précédemment dévolu au ministère des Solidarités et de la Santé.
Peu après, elle annonce, à la suite du Premier ministre Jean Castex, que la priorité pour la rentrée de septembre 2020 doit être donnée à l'emploi, notamment à celui des jeunes, et que la mise en place de la réforme des retraites et de l'assurance chômage est par conséquent reportée au 1er janvier 2021.
Dans le contexte de la pandémie de Covid-19, elle annonce, à la suite de discussions avec les partenaires sociaux, la généralisation à partir du 1er septembre 2020 du caractère obligatoire du port du masque en entreprise dans les espaces fermés. Elle évoque toutefois la possibilité d'adapter cette règle aux situations spécifiques.
En février 2021, dans une tribune au Monde, elle défend l’extension de la garantie jeunes contre celle du revenu de solidarité active (RSA) aux personnes de moins de 25 ans.
Elle rejoint Territoires de progrès courant 2020.
Hostile à la première version de la réforme de l'assurance chômage portée par Muriel Pénicaud, notamment en raison du fait qu’elle puisse aboutir à distribuer tous les mois un montant moins élevé que celui du RSA à un chômeur ayant précédemment travaillé au SMIC à temps plein, elle fait passer une seconde version, selon Mediapart « pourtant à peine moins sévère pour bon nombre de demandeurs d’emploi », mais plutôt soutenue dans l'opinion de l'avis même des confédérations syndicales, y compris parmi une partie de l’électorat de gauche. Le même site indique qu'elle peut « se targuer d’une nette baisse du nombre de chômeurs inscrits à Pôle emploi, malgré la crise sanitaire du Covid, et même si ces bons chiffres s’expliquent très largement par un financement quasi intégral de l’apprentissage de la part du gouvernement, qui a permis l’explosion du nombre d’apprentis, de 480 000 contrats fin 2019 à au moins 900 000 deux ans plus tard ».
En mai 2022, elle est investie candidate de la majorité aux élections législatives dans la sixième circonscription du Calvados, ce que Le Monde qualifie de « parachutage à faible risque », puisque au second tour de l'élection présidentielle, Emmanuel Macron a obtenu près de 57 % des voix ; elle dément être parachutée, rappelant qu'une partie de sa famille est issue du département.
Laurent Berger, secrétaire général de la CFDT, la juge « rugueu[se], parfois, dans la confrontation » quand la plupart des responsables syndicaux l'estiment ouverte à la discussion.

### Première ministre

#### Nomination
Le 16 mai 2022, Élisabeth Borne est nommée Première ministre par le président de la République Emmanuel Macron, succédant à Jean Castex.
Elle devient, parité oblige, la deuxième femme à occuper ce poste après Édith Cresson (1991-1992),. Elle est également la première personnalité issue de La République en marche (LREM) à occuper cette fonction, ses prédécesseurs Édouard Philippe et Jean Castex n'étant pas membres du parti présidentiel. Après Georges Pompidou, Raymond Barre et Dominique de Villepin, elle est, enfin, le quatrième chef du gouvernement sous la Ve République à n'avoir jamais brigué un mandat électif au suffrage universel avant sa nomination.
Son directeur de cabinet est Aurélien Rousseau du 17 mai 2022 au 17 juillet 2023, puis Jean-Denis Combrexelle à partir du 17 juillet 2023.

#### Exercice de la fonction

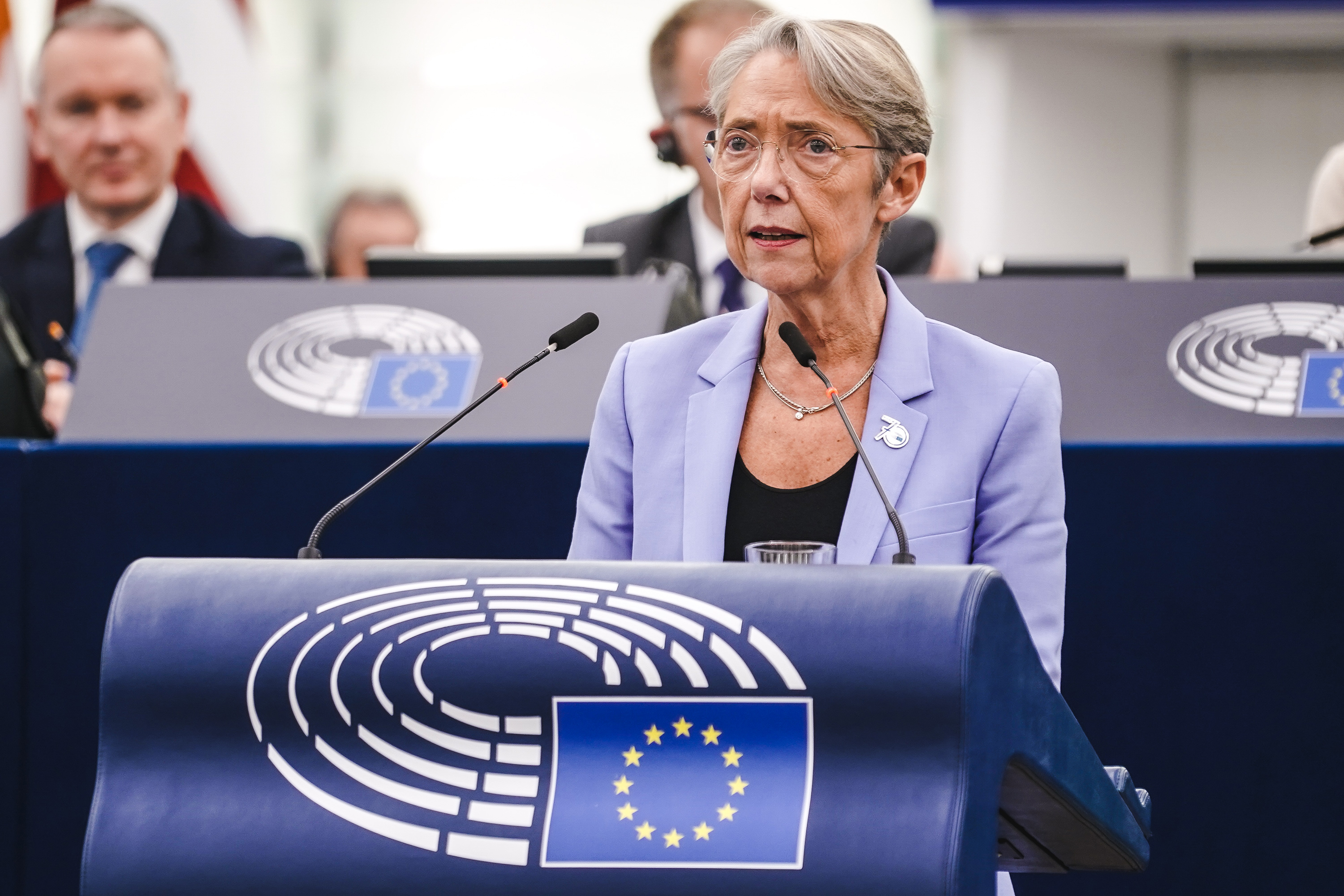
Élisabeth Borne au Parlement européen en 2022.

D'après le décret du 20 mai 2022 relatif à la composition du gouvernement, Élisabeth Borne est « Première ministre, chargée de la planification écologique et énergétique ». C'est la première fois qu'un Premier ministre possède directement une attribution,. L'expression de « planification écologique » figurait dans le programme électoral de deux candidats à l'élection présidentielle de 2022, celui de Jean-Luc Mélenchon (qui prévoyait la création d'un Conseil à la planification écologique rattaché au Premier ministre) et celui d'Emmanuel Macron (qui a annoncé dans l'entre-deux-tours que son Premier ministre serait « chargé de la planification écologique »). Aussi, la politique environnementale ne dépend plus d'un grand ministère de l'Écologie, mais est dorénavant divisée en deux ministères : le ministère de la Transition écologique et de la Cohésion des territoires, d'une part, et le ministère de la Transition énergétique, d'autre part. La Première ministre, quant à elle, est chargée de faire en sorte que « l'action écologique soit plus transversale ».
Le 20 mai 2022, Élisabeth Borne annonce que le premier projet de loi examiné portera sur le pouvoir d'achat, ajoutant que « les inquiétudes des Français » sur ce sujet avaient « bien été entendues ». « On travaille sur un chèque alimentation qui fera partie de ce projet de loi, mais aussi sur des mesures de bouclier tarifaire, et la réduction des prix du carburant sera prolongée. Il y a aussi des mesures qui étaient attendues, comme la revalorisation des retraites et le triplement de la prime Macron »,,.
Le 6 juillet 2022, lors de sa déclaration de politique générale à l'Assemblée nationale, elle annonce la renationalisation EDF à 100 % et la déconjugalisation de l'allocation aux adultes handicapés, le plein emploi, l'égalité des chances, la souveraineté,,,.
Depuis sa nomination à Matignon le 16 mai 2022, elle recourt vingt-trois fois à l'article 49 alinéa 3 de la Constitution (sur six textes distincts),, et dépasse le nombre de 49.3 déclenchés par tous les Premiers ministres de la Cinquième République, à l'exception de Michel Rocard (28 utilisations),,.

#### Élections législatives de 2022
Élisabeth Borne, qui n'a jamais brigué un mandat électif au suffrage universel, est candidate à la députation aux élections législatives de juin 2022 dans la sixième circonscription du Calvados. Le député sortant Alain Tourret (LREM), affaibli par la maladie de Parkinson, ne se représente pas et met un terme à sa carrière politique à l'issue de son mandat. L'Élysée annonce que les ministres battus dans leur circonscription devront présenter leur démission. Elle arrive en tête à l'issue du premier tour avec 34,32 % des suffrages exprimés devant le candidat de la Nouvelle Union populaire écologique et sociale (NUPES), Noé Gauchard (24,53 %). Elle est élue au second tour avec 24,30 % des inscrits et 52,46 % des suffrages exprimés.
Le 21 juin 2022, Élisabeth Borne présente la démission de son gouvernement au président de la République Emmanuel Macron — démission traditionnelle à la suite d'un scrutin législatif — mais celui-ci la refuse « afin que le gouvernement puisse demeurer à la tâche », alors que la coalition présidentielle Ensemble ne dispose que d'une majorité relative à l'Assemblée nationale. Du fait de la perte de sa majorité absolue, Élisabeth Borne forme un gouvernement minoritaire, le quatrième depuis l'instauration de la Cinquième République et le premier depuis le gouvernement Pierre Bérégovoy en 1993.
À la suite de sa réélection comme députée lors de ce scrutin, Yaël Braun-Pivet, ministre des Outre-mer, présente sa candidature à la présidence de l'Assemblée nationale. Cette fonction étant incompatible avec un poste au sein du gouvernement, il y est mis fin par décret gouvernemental à compter du 25 juin 2022. Élisabeth Borne est nommée par le même décret à la tête du ministère des Outre-mer par intérim. Gérald Darmanin devient ministre de l'Intérieur et des Outre-mer le 4 juillet 2022.

#### Réforme des retraites

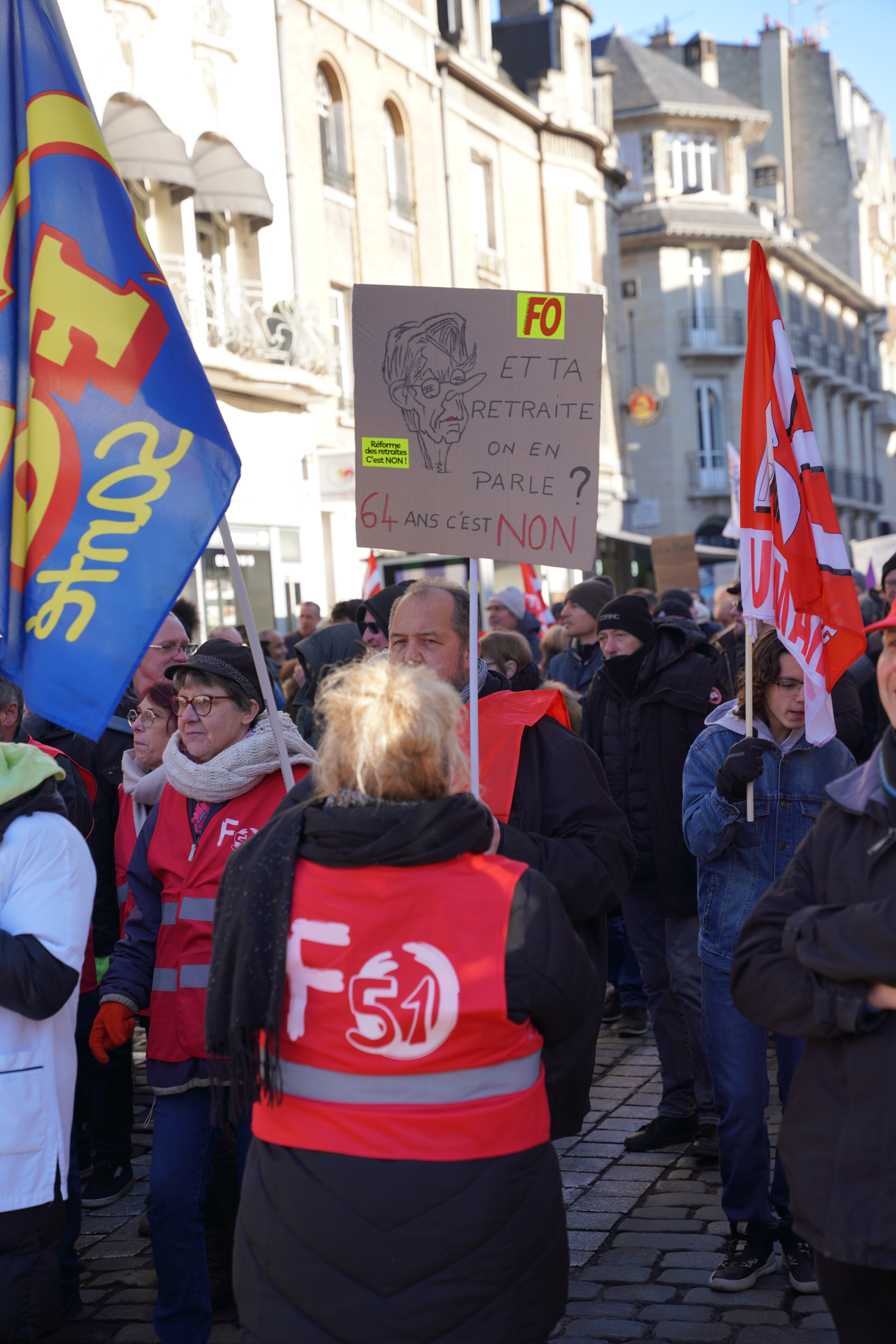
Prise à partie lors d’une manifestation contre la réforme des retraites en France en 2023.

Le 23 janvier 2023, le gouvernement a adopté en Conseil des ministres la réforme des retraites, affichant sa « détermination » à aller jusqu'au bout sans « renoncer » au report de l'âge de départ à la retraite. Élisabeth Borne a répondu aux questions des journalistes lors de ses vœux à la presse, sans jamais douter du bien-fondé de la réforme,. Franck Riester, ministre chargé des Relations avec le Parlement, déclare que les femmes sont « un peu pénalisées par le report de l'âge légal, on n'en disconvient absolument pas ».
Le 29 janvier 2023, dans une interview à France Info, elle réaffirme que l'âge de départ à 64 ans n'est « plus négociable ». Elle indique ne pas fermer la porte à une discussion sur la question de l'utilisation des trimestres de maternité et d'éducation pour les femmes qui ont eu des enfants. Le projet avait fait en amont l'objet d'une négociation puis d'un accord avec les présidents des deux groupes parlemetaires LR, Olivier Marleix à l'Assemblée nationale et Bruno Retailleau au Sénat, en accédant aux demandes de LR pour que l'âge minimum de départ soit relevé à 64 ans, comme voté chaque année par le Sénat à majorité de droite, plutôt que les 65 ans proposés par Emmanuel Macron dans sa campagne présidentielle de 2022.
Le 2 février 2023, interviewée par Caroline Roux sur France 2, elle affirme que la réforme est protectrice pour les femmes, invoquant une inversion de la durée de cotisation entre hommes et femmes et soulignant que le dispositif visant à revaloriser les petites retraites concernera principalement des femmes.
Le 16 mars 2023, face à l'incertitude quant à la possibilité de faire passer la réforme au vote à cause d'un groupe Les Républicains divisé, elle utilise l'article 49 alinéa 3 de la Constitution pour faire adopter le projet sans vote. Une motion de censure transpartisane est déposée par le groupe LIOT contre le gouvernement en réponse. Le soir même, des émeutes éclatent dans le 8e arrondissement de Paris, ainsi qu’aux alentours de la place de la Concorde. De violents heurts entre les manifestants et les CRS se produisent également dans plusieurs grandes villes de France dont Rennes, Bordeaux, Nantes et Lyon. La motion de censure transpartisane est rejetée le 20 mars, par 278 voix pour sur les 287 nécessaires pour renverser le gouvernement. À nouveau, des scènes d’émeutes se déroulent le soir-même dans plusieurs villes en France, dont Paris où 171 personnes sont interpellées par les forces de l’ordre.

#### Démission
Elle remet sa démission le 8 janvier 2024 à Emmanuel Macron, qui l'accepte,. Elle laisse entendre dans sa lettre de démission qu'elle quitte ses fonctions à la demande du président. Sa démission est officialisée par un décret du 9 janvier 2024, publié au Journal officiel le 10 janvier 2024. Gabriel Attal est choisi le 9 janvier par Emmanuel Macron pour lui succéder.

### Députée du Calvados
Le 10 février 2024, un mois après son départ de Matignon, elle prend officiellement ses fonctions de députée à l'Assemblée nationale, pour la sixième circonscription du Calvados, exerçant de façon effective son premier mandat électoral,. Elle réadhère alors au parti Territoires de progrès, qu'elle avait quitté en 2022. En 2024, elle rejoint Sistemic, mouvement visant à augmenter la présence des femmes dans les filières scientifiques et technologiques, au sein duquel elle a le rôle de porte-parole.
Alors que son mandat est écourté le 9 juin 2024 en raison d'une dissolution parlementaire décidée par Emmanuel Macron, Élisabeth Borne est réélue députée lors des élections législatives anticipées avec 56,36 % des suffrages exprimés. Son nom est un temps évoqué pour la présidence du groupe Ensemble pour la République à l'Assemblée nationale, mais elle ne se porte finalement pas candidate et Gabriel Attal est élu président du groupe le 13 juillet 2024.
En août 2024, elle déclare sa candidature pour prendre la tête du parti Renaissance, avant de se retirer en octobre au profit de Gabriel Attal.
En novembre 2024, elle est auditionnée par la commission des Finances concernant le rôle qu’elle a joué dans le « dévissage de la trajectoire budgétaire ». Elle reconnaît avoir été « alertée » sur l’explosion du déficit qui atteindra 6,1 % du PIB en 2024, tout en estimant « avoir pris [sa] part » dans la maîtrise des comptes publics.

### Ministre de l'Éducation nationale, de l'Enseignement supérieur et de la Recherche
Le 23 décembre 2024, Élisabeth Borne est nommée ministre d'État, ministre de l'Éducation nationale, de l'Enseignement supérieur et de la Recherche dans le gouvernement François Bayrou, succédant à Anne Genetet et Patrick Hetzel. C'est la troisième fois sous la Cinquième République qu'un ancien Premier ministre est rappelé au gouvernement sous la même présidence. Le premier est Michel Debré qui a été Premier ministre de 1959 à 1962 puis a intégré le troisième gouvernement de Georges Pompidou en 1966 sous la même présidence du général de Gaulle. Le deuxième est Jean-Marc Ayrault qui a été Premier ministre de 2012 à 2014 puis a intégré le second gouvernement de Manuel Valls le 11 février 2016 sous la même présidence de François Hollande.

## Polémiques

### Sur le vapotage
Élisabeth Borne est surprise de nombreuses fois à vapoter une cigarette électronique à l'Assemblée nationale, au Sénat, ou bien encore sur des plateaux de télévision, malgré l'interdiction par le Code de la santé publique de fumer sur les lieux de travail fermés et couverts à usage collectif.

### Sur l’allocation aux adultes handicapés
Invitée au micro de France Bleu le 7 juin 2022, Élisabeth Borne conseille à une femme handicapée, privée de l'allocation aux adultes handicapés en raison des revenus de son conjoint, de reprendre une activité professionnelle. L'auditrice lui explique que, financièrement dépendante de son mari, elle demande la « déconjugalisation » de l'allocation aux adultes handicapés, et qu'elle ne peut pas reprendre une activité professionnelle étant donné qu'elle est en fauteuil roulant. Cette réponse de la Première ministre suscite l'indignation de nombreux internautes sur les réseaux sociaux, et de nombreux membres de l'opposition comme Jean-Luc Mélenchon, François Ruffin ou bien encore Fabien Roussel.

### Sur la fermeture de la centrale nucléaire de Fessenheim
Directrice de cabinet de Ségolène Royal en 2014/2015, elle participe à la création de la loi de programmation pluriannuelle de l'énergie (PPE) qui inclut une baisse de la production d'électricité d'origine nucléaire à 50 % et la montée des énergies renouvelables à 50 %, loi considérée maintenant comme un acte politique dans le cadre de l'alliance PS-EÉLV et ne reposant pas sur de solides données scientifiques.
Ministre de la transition écologique sous Emmanuel Macron, en juin 2020 elle mène à terme l'arrêt de la centrale nucléaire de Fessenheim, qu’elle qualifie de « moment historique. Ça fait des années qu'on disait : Il faut fermer des centrales nucléaires. Il y a ceux qui en parlent, et puis il y a ceux qui le font. Nous, on le fait ». Première ministre en août 2022, elle fait entièrement reposer la décision de fermeture de la centrale de Fessenheim sur François Hollande.

## Décorations
Le 12 juillet 2013, elle est nommée au grade de chevalier dans l'ordre national de la Légion d'honneur au titre de « préfète de la région Poitou-Charentes, préfète de la Vienne ; 27 ans de services ». Elle est faite chevalier de l'ordre le 17 octobre 2013, et sans passer par le grade d'officier, elle est promue au grade de commandeur dans l'ordre le 3 juillet 2024 au titre de « ancienne Première ministre ». Les insignes lui en sont remises par le Président de la République le 25 novembre 2024.
Le 30 janvier 2008, elle est nommée au grade de chevalier dans l'ordre national du Mérite au titre de « ancienne directrice à la SNCF, directrice dans un groupe de travaux publics ; 21 ans de services civils, militaires et d'activités professionnelles », décorée le 6 novembre 2008 puis promue au grade d'officier le 14 novembre 2016 au titre de « présidente d'une société de transports en commun ». En tant que Première ministre ayant exercé ses fonctions pendant plus de six mois, elle est ex officio élevée à la dignité de Grand-Croix le 22 décembre 2022.
En tant que ministre chargée des affaires maritimes, elle est nommée ex officio commandeur de l'ordre du Mérite maritime à sa prise de fonction en 2019,.
En tant que ministre de l'Éducation nationale, elle est nommée ex officio commandeur de l'ordre des Palmes académiques à sa prise de fonction en 2024.

## Résultats aux élections législatives
| Année | Parti | Parti | Circonscription | 1er tour | 1er tour | 1er tour | 2d tour | 2d tour | 2d tour |
| Année | Parti | Parti | Circonscription | Voix     | %        | Rang     | Voix    | %       | Issue   |
| ----- | ----- | ----- | --------------- | -------- | -------- | -------- | ------- | ------- | ------- |
| 2022  |       | LREM  | 6e du Calvados  | 16 491   | 34,32    | 1re      | 22 554  | 52,46   | Élue    |
| 2024  |       | RE    | 6e du Calvados  | 19 213   | 28,93    | 2e       | 35 962  | 56,36   | Élue    |

## Publication
- Vingt mois à Matignon, éditions Flammarion, 23 octobre 2024, 236 p. (ISBN 978-2080457530).